# Gauliga Wartheland
Die Gauliga Wartheland war eine der obersten Fußballligen in der Zeit des Nationalsozialismus. In der zwischen 1940 und 1944 existierenden Liga wurde der regionale Meister des Warthelands bestimmt, der den Sportgau bei der Endrunde um die deutsche Fußballmeisterschaft vertrat.

## Geschichte
In der Gauliga Wartheland spielten ab 1940 deutsche Mannschaften aus dem besetzten Westpolen, das nach dem Überfall auf Polen als Reichsgau Wartheland vom Deutschen Reich völkerrechtswidrig annektiert worden war. Sämtliche polnischen Vereine der Region waren mit der Errichtung der deutschen Verwaltung verboten worden, nur Deutsche durften organisiert Sport treiben.
In der ersten Spielzeit konnte lediglich eine Pokalrunde ausgetragen werden, an der die ad hoc gegründeten völkischen Vereine teilnahmen. In der zweiten Saison waren die Vereine in zwei Gruppen mit jeweils sechs Mannschaften in der Liga vertreten, wobei während des Saisonverlaufs mit SG SS Posen und TSG Litzmannstadt aus jeder Gruppe eine Mannschaft aus dem Spielbetrieb ausschied. Am Ende der Spielzeit spielten die Gruppensieger in Hin- und Rückspiel den Gaumeister aus.
Zur Spielzeit 1942/43 wurden die beiden Gruppen zusammengefasst, so dass fortan zehn Mannschaften in einer einzelnen Staffel um die Gaumeisterschaft antraten. In der folgenden Saison schied allerdings mit der SG Freihaus erneut eine Mannschaft im Saisonverlauf aus dem Wettbewerb aus.
Ein Spielbetrieb in der Saison 1944/45 wurde nicht mehr begonnen, stattdessen gab es unter anderem in Litzmannstadt eine Stadtmeisterschaft, bei der sich die Reichsbahn SG Litzmannstadt durchsetzen konnte. Des Weiteren gab es verschiedene Freundschaftsspiele, durch Spielermangel teilweise auch gegen Mannschaften, deren Spieler sich vorher nicht kannten und die sich extra für solche Spiele zusammengefunden haben. Nach der Einnahme des Warthelandes durch die Rote Armee und der anschließenden Vertreibung der deutschen Bevölkerung wurden die deutschen Vereine aufgelöst.
Bei den deutschen Fußballmeisterschaften waren die Vertreter der Gauliga Wartheland chancenlos und schieden jeweils in ihrer ersten Runde aus.

## Gaumeister 1942–1944
| Saison  | Gaumeister Wartheland            | Abschneiden deutsche Meisterschaft | Deutscher Meister |
| ------- | -------------------------------- | ---------------------------------- | ----------------- |
| 1940/41 | LSV Posen                        | Qualifikation Ostland              | SK Rapid Wien     |
| 1941/42 | SG Ordnungspolizei Litzmannstadt | Achtelfinale                       | FC Schalke 04     |
| 1942/43 | BSG DWM Posen                    | 1. Runde                           | Dresdner SC       |
| 1943/44 | BSG DWM Posen                    | 1. Runde                           | Dresdner SC       |